# Avundsjuk
Denna artikel handlar om sången. Se även avundsjuka.
Avundsjuk är en poplåt, skriven av paret Nanne Grönvall och Peter Grönvall och framförd av den förra. Låten var med som tävlande bidrag i Melodifestivalen 1998, och slutade där på fjärdeplats. 
Nanne Grönvall framförde låten i en utstyrsel bestående av bland annat lila peruk och spetsiga alvöron. 
På försäljningslistan för singlar i Sverige nådde den som högst plats 6, och låg kvar på topp 60 i 18 veckor. Melodin låg 13 veckor på Svensktoppen under perioden 18 april -11 juli 1998 , och nådde där som bäst andra plats.
I Dansbandskampen 2009 framfördes låten av Spootlajtz, då Nanne Grönvall var kvällens tema i deltävlingens andra omgång.
Avundsjuk togs med på Nannes första soloalbum, Cirkus Homo Sapiens, som kom 1998.

## Andra versioner av låten
- Nanne Grönvall har spelat in en version på engelska, Envious, men har ännu inte givit ut den.
- Efter att Dana Internationals bidrag Diva vunnit i Eurovision Song Contest 1998 spelade Nanne in en kortare version av Avundsjuk, med en humoristisk ny text. Den handlade om Dana Internationals könskorrigering. Låten användes i After Darks show.
- Det humoristiska radioprogrammet Rally gjorde en egen text till melodin; "Fyllesjuk", som handlade om en person som druckit sig full ombord på Finlandsbåten [3].
- Lördagen den 26 februari sjöng Nanne Grönvall Avundsjuk i en Italiensk version. Under fjärde och sista deltävlingen i Melodifestivalen 2022.

### Listplaceringar
| Lista (1998) | Topplacering |
| ------------ | ------------ |
| Sverige      | 6            |